# Meridiastra
Genre
Meridiastra est un genre d'étoiles de mer de la famille des Asterinidae.

## Description et caractéristiques
Ce sont de petites étoiles (parfois minuscules), aplaties, aux bras courts et arrondis, de coloration variable et d'aspect granulé. Elles ont généralement cinq bras, mais leurs capacités à la reproduction asexuée par fissiparité (ainsi que leurs facultés de régénération) font que certaines espèces se retrouvent fréquemment avec plus ou moins de bras ; certaines ont presque toujours six ou huit bras comme Meridiastra calcar. Pour cette raison, certaines espèces s'invitent parfois spontanément dans les aquariums, où elles peuvent pulluler à partir d'une unique larve importée par mégarde.
La plupart des espèces sont petites et relativement cryptiques. Elles sont souvent cachées sous des roches ou dans des anfractuosités, par exemple. Elles se nourrissent de débris alimentaires et du feutrage algal ou bactérien qui recouvre le substrat, en dévaginant leur estomac sur leur nourriture (mode de nourrissage fréquent chez les étoiles de mer).
La plupart des espèces vivent dans le Pacifique Sud, en Australie et en Nouvelle-Zélande, d'où le nom du genre (opposé à Aquilonastra).

## Liste des espèces
Selon World Register of Marine Species (15 janvier 2015) :
- Meridiastra atyphoida (H.L. Clark, 1916) -- Sud de l'Australie
- Meridiastra calcar (Lamarck, 1816) -- Sud de l'Australie
- Meridiastra fissura O'Loughlin, 2002 -- Sud de l'Australie
- Meridiastra gunnii (Gray, 1840) -- Sud de l'Australie
- Meridiastra medius (O'Loughlin, Waters & Roy, 2003) -- Sud de l'Australie
- Meridiastra modesta (Verrill, 1870) -- Côte ouest de l'Amérique centrale
- Meridiastra mortenseni (O'Loughlin, Waters & Roy, 2002) -- Nouvelle-Zélande
- Meridiastra nigranota O'Loughlin, 2002 -- Sud de l'Australie
- Meridiastra occidens (O'Loughlin, Waters & Roy, 2003) -- Sud et ouest de l'Australie
- Meridiastra oriens (O'Loughlin, Waters & Roy, 2003) -- Sud et est de l'Australie
- Meridiastra rapa O'Loughlin, 2002 -- île de Pâques

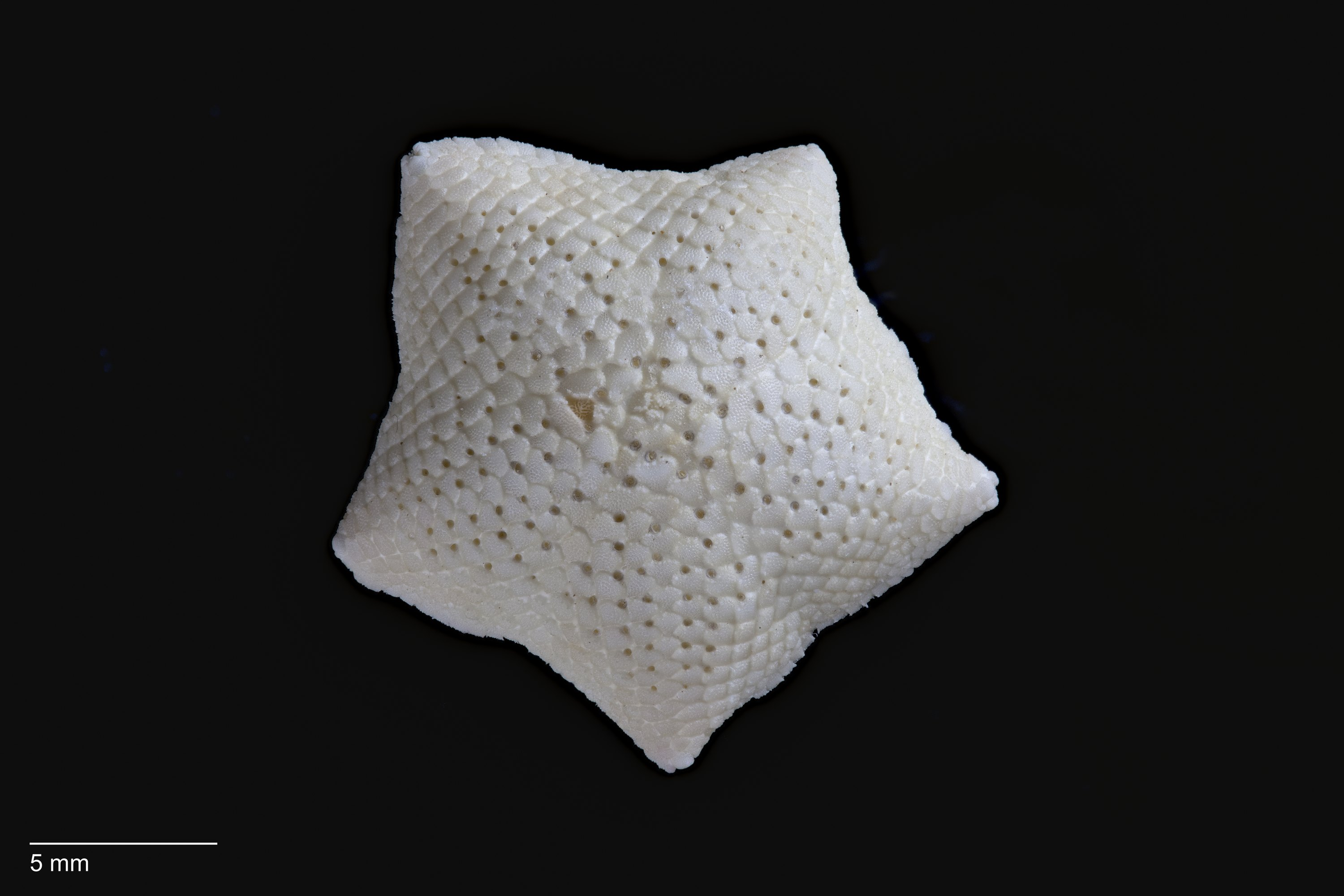
Meridiastra atyphoida.
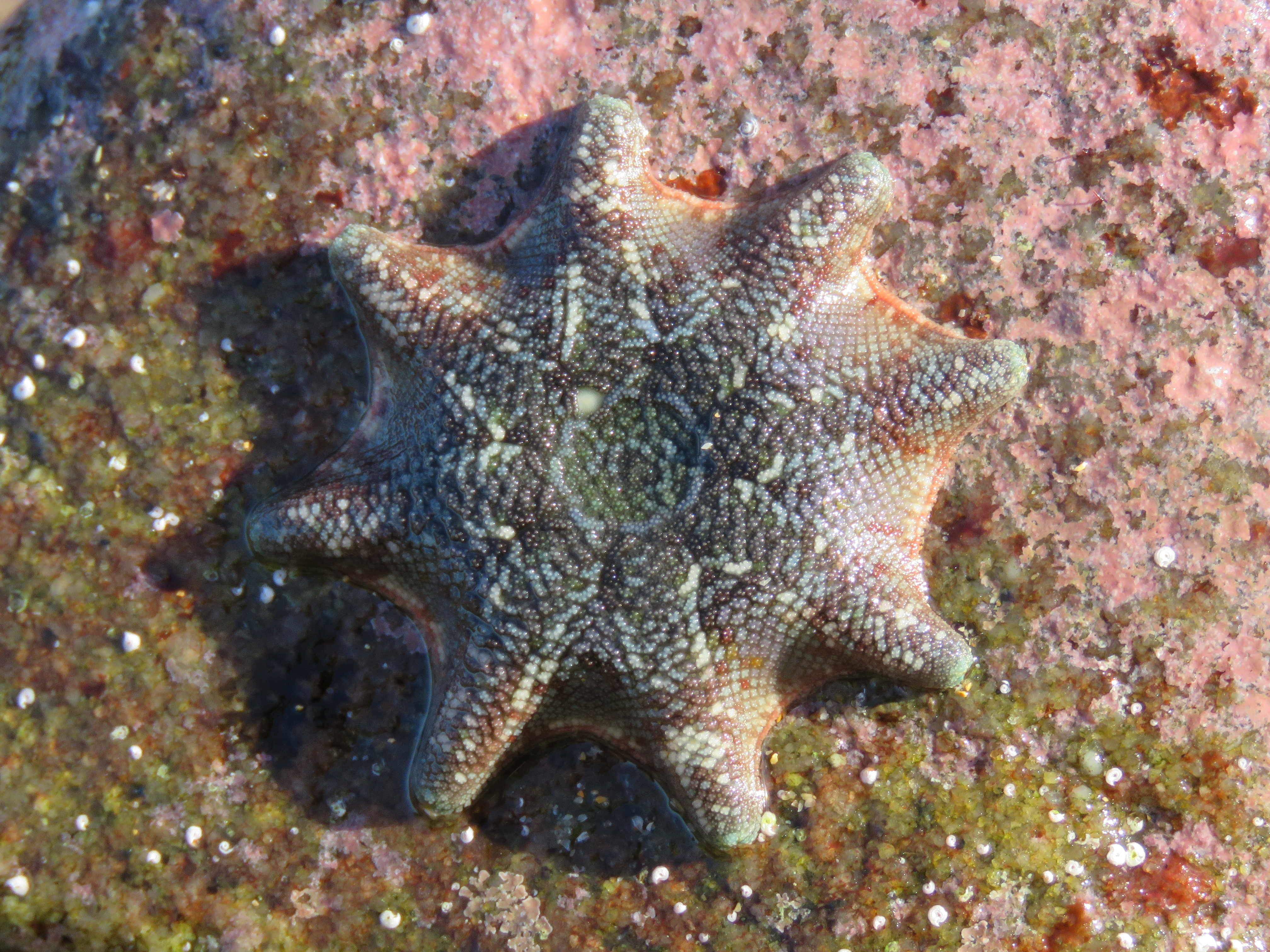
Meridiastra calcar.
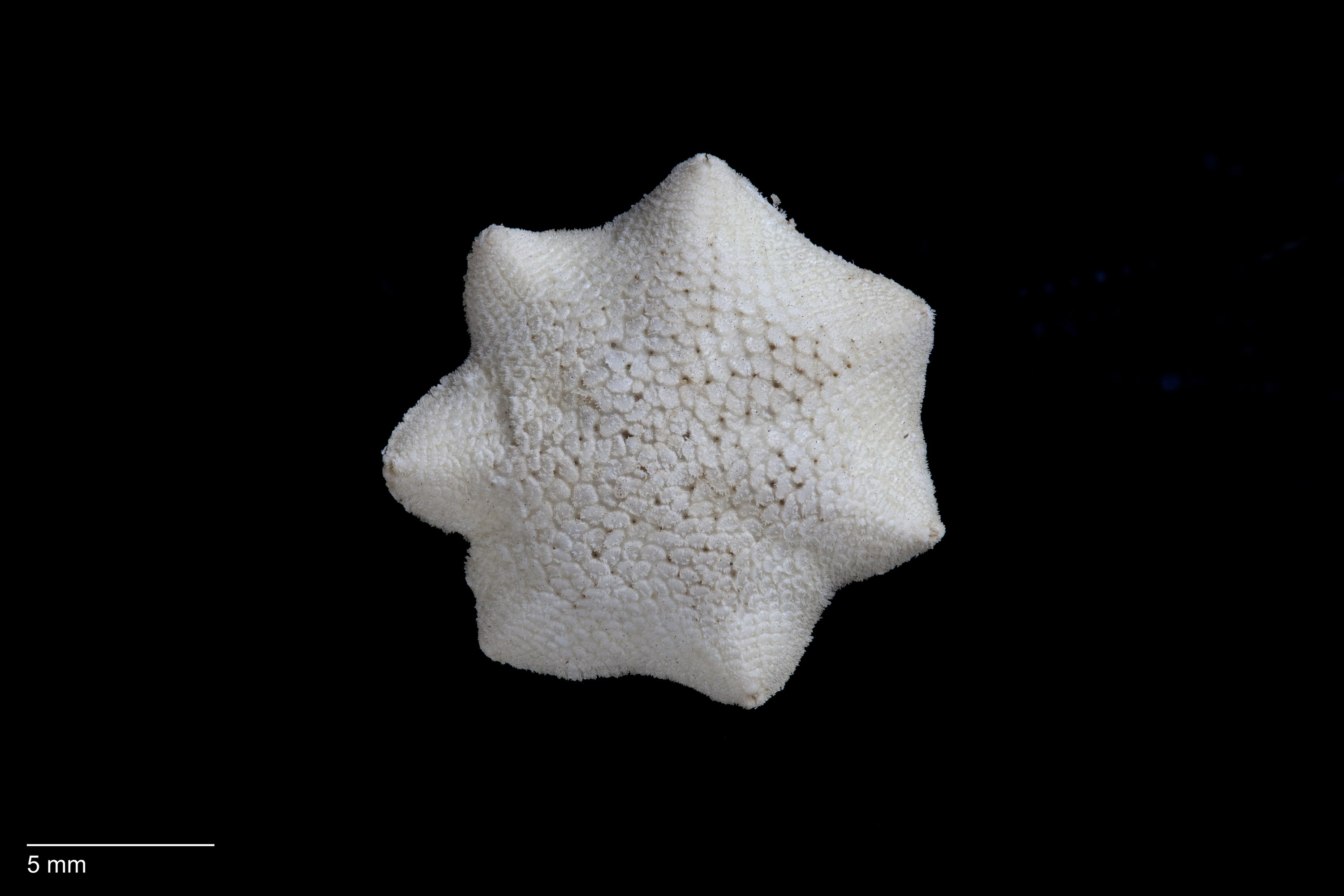
Meridiastra fissura.
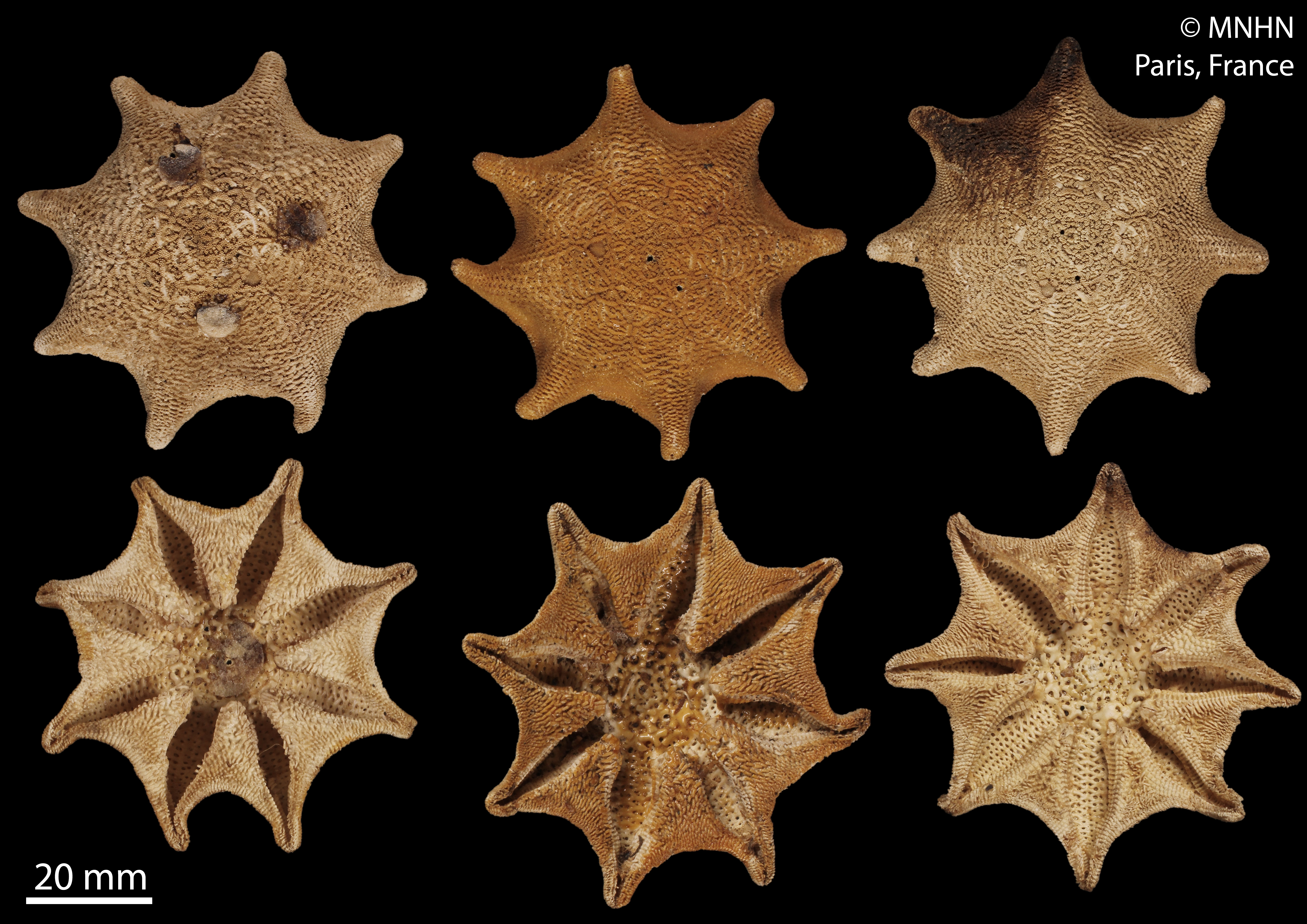
Meridiastra gunnii.
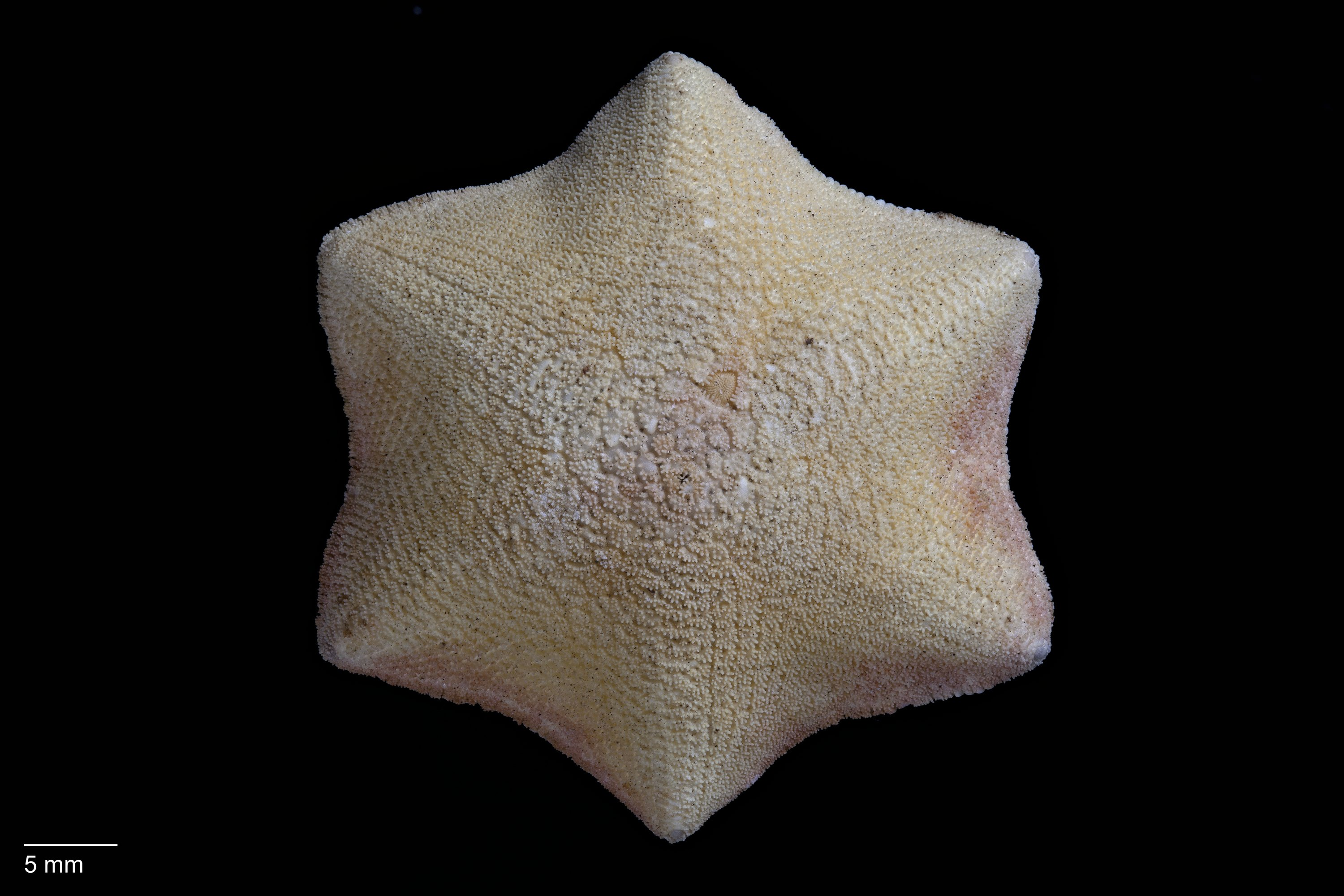
Meridiastra medius.
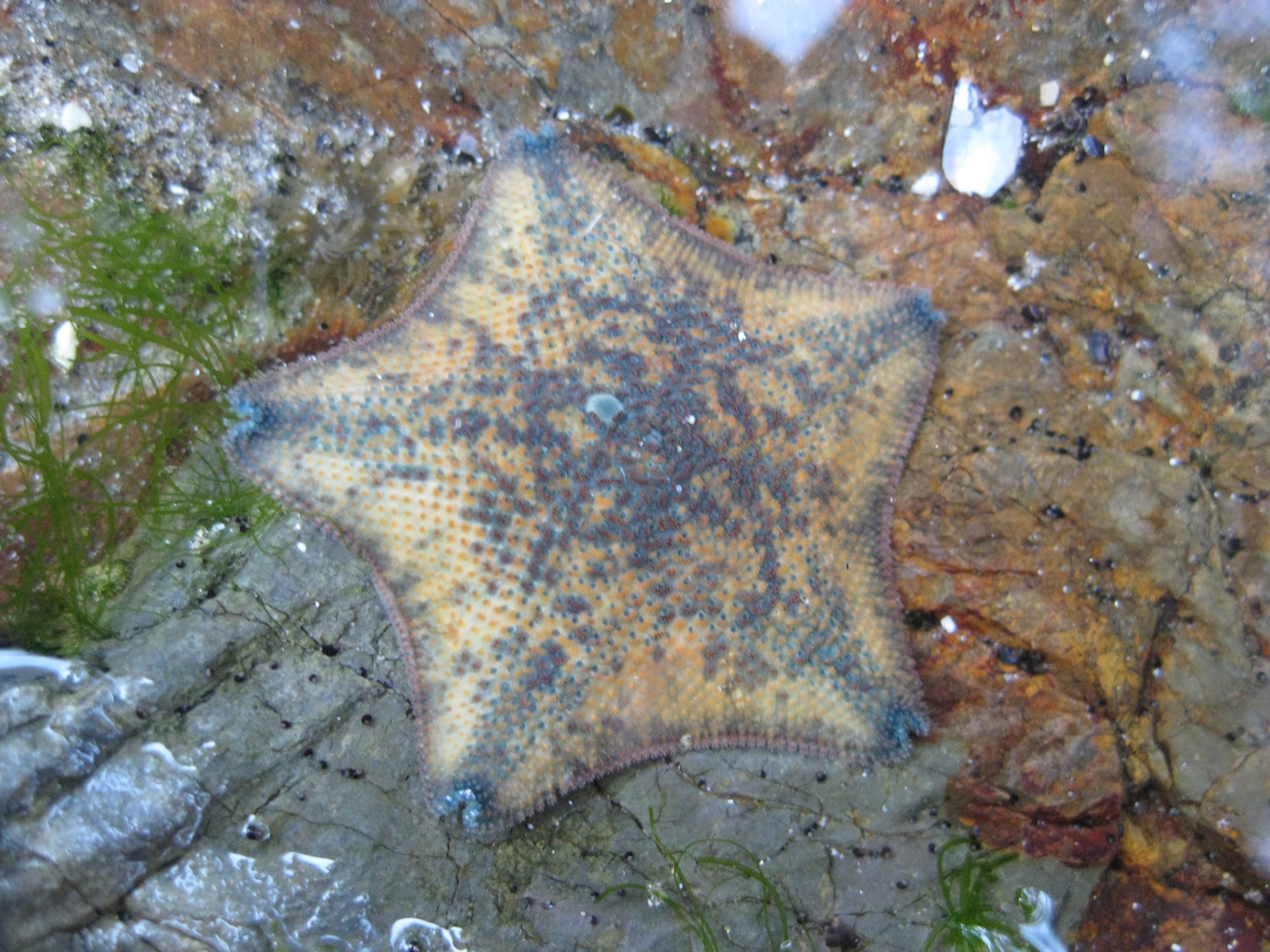
Meridiastra mortenseni.
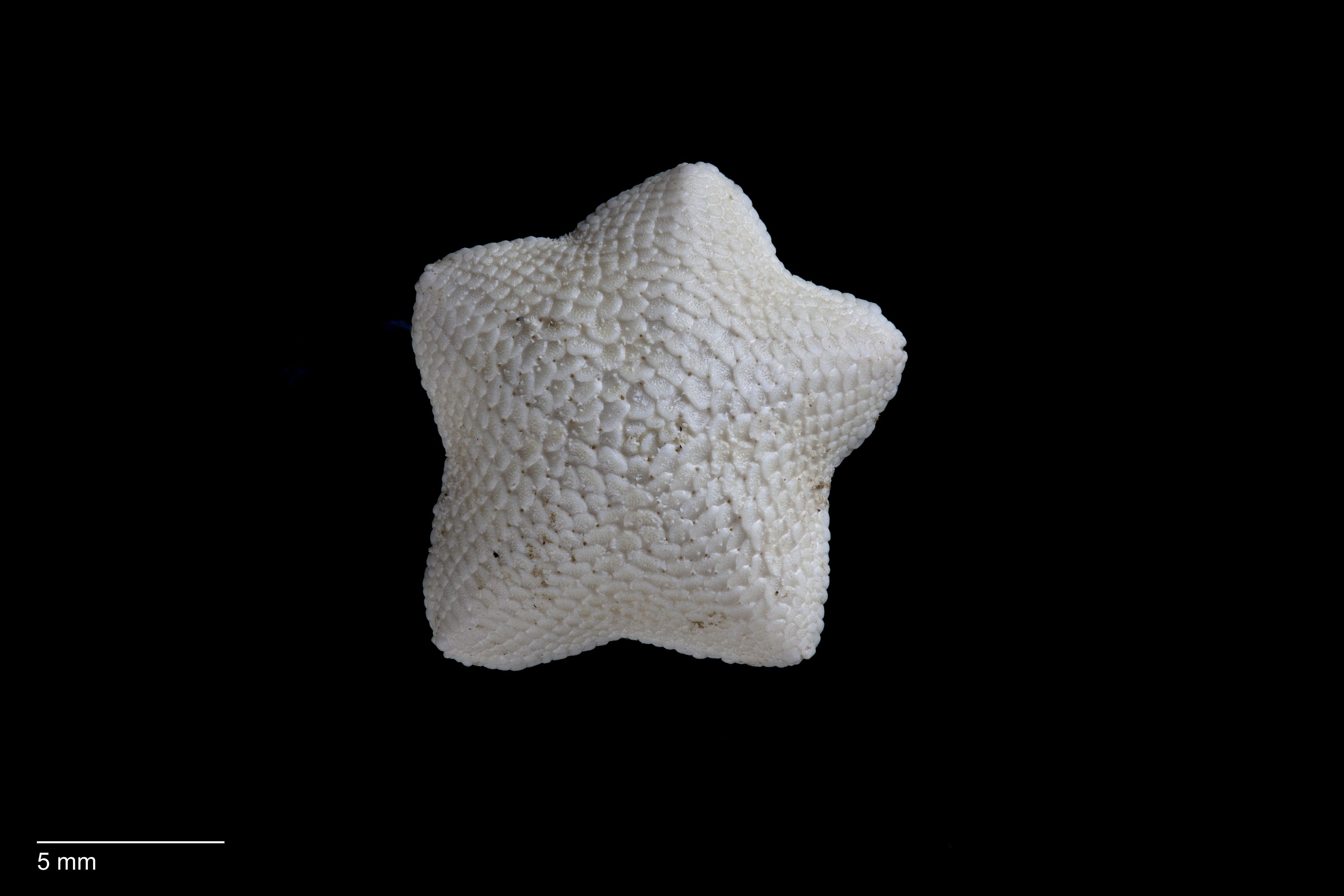
Meridiastra nigranota.
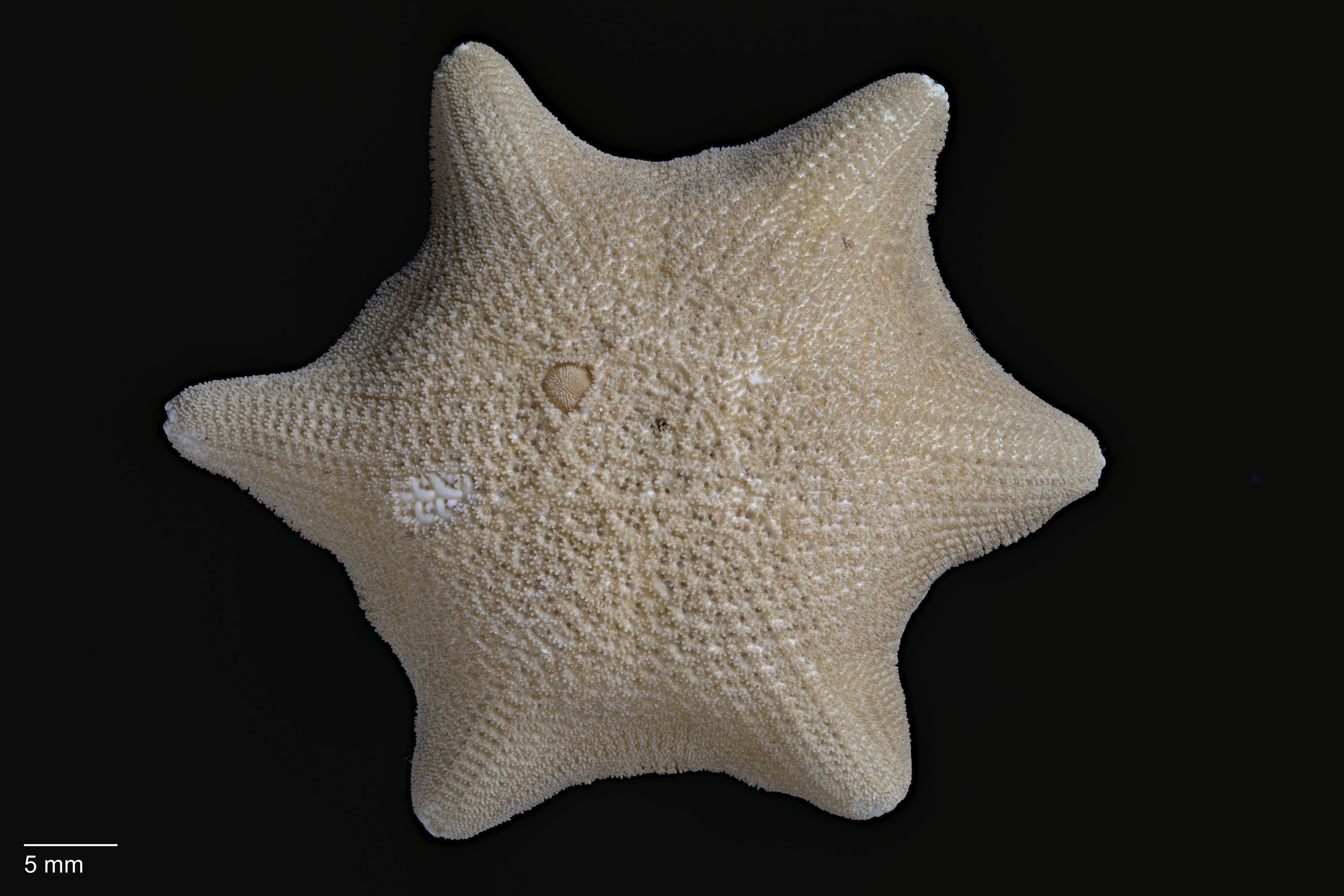
Meridiastra occidens.
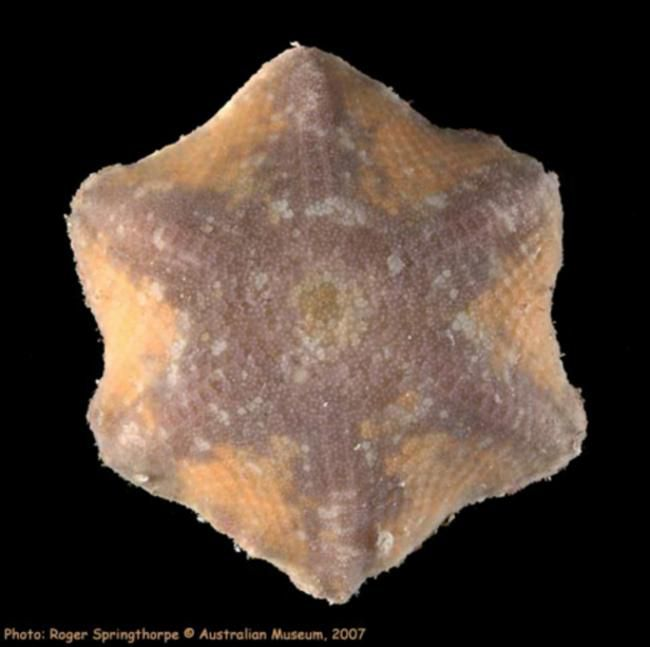
Meridiastra oriens

## Étymologie
Le nom du genre Meridiastra vient du latin meridies, « Sud », et astrum, « étoile », et fait référence à la répartition de ces espèces qui se rencontrent dans la partie australienne du Pacifique.

## Publication originale
- (en) P. Mark O’Loughlin, « New genus and species of southern Australian and Pacific Asterinidae (Echinodermata, Asteroidea) », Memoirs of Museum Victoria, Melbourne, Musées du Victoria (d), vol. 59, no 2,‎ 2002, p. 277-296 (ISSN 1447-2546 et 1447-2554, DOI 10.24199/J.MMV.2002.59.2, lire en ligne).

## Référence taxonomique
- (en) WoRMS : Meridiastra O'Loughlin, 2002 (+ liste espèces)
- (en) Catalogue of Life : Meridiastra O'Loughlin, 2002 (consulté le 10 avril 2023)
- (en) NCBI : Meridiastra (taxons inclus)